# Лаваколюш
Лаваколюш (порт. Lavacolhos; МФА: [ɫɐ.vɐ.ˈko.ʎuʃ]) — парафія в Португалії, у муніципалітеті Фундан. Розташована в східній частині країни, на теренах історичної португальської провінції Бейра. Входить до складу округу Каштелу-Бранку. За адміністративним поділом, чинним до 1976 року, терени парафії були складовою провінції Нижня Бейра. Належить до Порталегрівсько-Каштелу-Бранківської діоцезії Католицької церкви. Патрон — святий Амаро. Площа — 19,8653 км². Населення — 236 ос. (2011). Слабо урбанізований регіон. Густота населення — 11,88 осіб/км²
. Код — 050419.

## Населення
| Кількість мешканців | Кількість мешканців | Кількість мешканців | Кількість мешканців | Кількість мешканців | Кількість мешканців | Кількість мешканців | Кількість мешканців | Кількість мешканців | Кількість мешканців | Кількість мешканців | Кількість мешканців | Кількість мешканців | Кількість мешканців | Кількість мешканців |
| ------------------- | ------------------- | ------------------- | ------------------- | ------------------- | ------------------- | ------------------- | ------------------- | ------------------- | ------------------- | ------------------- | ------------------- | ------------------- | ------------------- | ------------------- |
| 1864                | 1878                | 1890                | 1900                | 1911                | 1920                | 1930                | 1940                | 1950                | 1960                | 1970                | 1981                | 1991                | 2001                | 2011                |
| 527                 | 605                 | 659                 | 628                 | 692                 | 655                 | 621                 | 714                 | 719                 | 621                 | 381                 | 426                 | 331                 | 242                 | 236                 |